# Andy Soucek
Pour les articles homonymes, voir Soucek.
 (avril 2016).
Andy Soucek, né le 14 juin 1985, est un pilote automobile espagnol. 

## Carrière
- 2002 : Championnat d'Espagne de Formule 3, 8e
- 2003 : Championnat d'Espagne de Formule 3, 4e
- 2004 : Championnat d'Espagne de Formule 3, 4e
- 2005 : Championnat d'Espagne de Formule 3, Champion
- 2006 : World Series by Renault, 4e
- 2007 : GP2 Series, 19e
- 2008 : GP2 Series, 14e
- 2009 : Formule 2, Champion
- 2010 : Pilote de réserve en Formule 1 avec Virgin Racing
- 2011 : Superleague Formula avec Galatasaray SK